# Nehemiah Blakiston
Nehemiah Blakiston (* vor 1647 vermutlich in Northumberland, England; † 1693, nach dem 3. Oktober in Maryland) war ein englischer Kolonialgouverneur der Province of Maryland.

## Lebenslauf
Nehemiah Blakiston war der vierte Sohn von John Blakiston (1603–1650), der von 1641 bis 1650 Abgeordneter für Newcastle im englischen Unterhaus war. Im Jahr 1668 wanderte Nehemiah zusammen mit seinem Onkel George Blakiston in die Province of Maryland aus. Ein Jahr später heiratete er dort Elizabeth Gerrard (vor 1673–1716), mit der er in der Folgezeit einen Sohn und drei Töchter bekam. In Maryland arbeitete er als Pflanzer und als Rechtsanwalt. Bis 1688 bekleidete er außerdem einige lokale Ämter. In Maryland gab es damals unter anderem einen religiösen Konflikt zwischen Katholiken und Protestanten. Die Kolonie war einst von der Familie Calvert (Barons Baltimore) als reine katholische Niederlassung gegründet worden. Im Lauf der Jahrzehnte wanderten immer mehr Protestanten in die Kolonie ein. Dadurch kam es vermehrt zu Spannungen zwischen diesen Gruppen. Als Mitglied der Church of England stand Blakiston auf der protestantischen Seite. In Folge der Glorious Revolution in England kam es 1689 auch in Maryland unter der Führung des John Coode (der mit Blakistons Schwester Susannah verheiratet war) zu einer Umsturz. Dabei wurde die bis dahin dominierende katholische Familie Calvert (Barons Baltimore) enteignet und entmachtet. Die Politik der Barons Baltimore der religiösen Toleranz und ihr Beharren darauf, dass keine Kirche besondere Privilegien erhalten solle, war damit beendet und fortan dominierte die Protestanten. Das führte angesichts des hohen Anteils an Katholiken in der Kolonie zu weiteren religiösen Spannungen zwischen den Konfessionen. Neben John Coode war Blakiston einer der treibenden Kräfte des Umsturzes. Nach der Vertreibung des katholischen Gouverneurs William Joseph, 1689, übernahm er auch höhere politische Ämter in der Kolonie. So war er unter anderem zeitweise Oberster Richter, Mitglied des Oberhauses des kolonialen Parlaments. 1689 wurde er auch Captain und 1692 Colonel der Miliz. In den Jahren 1691 und 1692 war er für kurze Zeit als Nachfolger von Coode kommissarischer Gouverneur. Dieses Amt übergab schließlich an den von den neuen Monarchen Wilhelm III. und Maria II. eingesetzten Gouverneur Lionel Copley, der im April 1692 eintraf. Nach dessen Tod strebte er erfolglos erneut das Gouverneursamt an. Zur gleichen Zeit geriet er mit dem Verwalter der Zollbehörde, Edward Randolph (1632–1703), in Konflikt. Dieser warf ihm massive Korruption und Veruntreuung vor. Er hatte Zölle eingenommen und für sich behalten, anstatt sie an die Staatskasse abzuführen. Aus diesem Grund wurde Nehemia Blakiston am 2. und 3. Oktober 1693 aus allen öffentlichen Ämtern, die er zu diesem Zeitpunkt noch innehatte, entlassen. Noch im selben Jahr verstarb er.
Nehemiah Blakiston war ein Onkel des späteren Kolonialgouverneurs von Maryland Nathaniel Blakiston.